# Софиан (Пэтрунжел)
Епи́скоп Софиа́н (рум. Episcop Sofian, в миру Георге Пэтрунжел, рум. Gheorghe Pătrunjel; 22 июля 1970, село Бэчел, жудец Ковасна, Румыния) — епископ Румынской православной церкви, епископ Брашовский, викарий Германской архиепископии (Митрополия Германии, Центральной и Северной Европы)

## Биография
В 1976—1984 годы учился в средней школе в Бэчеле. В 1984—1988 годах обучался в индустриальном лицее № 2 города Сфынту-Георге на филолого-исторической секции. С января 1989 по февраль 1990 года проходил военную службу.
27 февраля 1990 году поступил в Монастырь Брянковяну в Сымбата-де-Сус, где 20 апреля 1993 года был пострижен в монашество с наречением имени Серафим. 23 апреля того же года был рукоположен в сан иеродиакона, а 30 мая того же года — в сан иеромонаха.
Осенью 1992 года поступил богословский факультет им. Андрея Шагуны в Сибиу, который окончил в 1996 году. С декабря 1995 по июнь 1998 года стажировался на факультете католического богословия в Куре, Швейцария. Nам он переводит свою дипломную работу на немецкий язык и публикует её в 1998 году в «Der Christliche Osten» (Христианский Восток) в Вюрцбурге под названием: «Православная духовность пасхального периода. Комментарии к Пентикостарию» (нем. Die orthodoxe Spiritualität der Osterzeit. Kommentar zum Pentekostarion).
С октябре 1999 по апрель 2003 года обучался на богословском факультете Университета Аристотеля в Салониках, Греция. Закончил магистратуру с работой на тему «Мученики, мученичество и исповедание у святого Василия Великого» (рум. Martiri, martiriu şi mărturie la Sfântul Vasile cel Mare), после чего начал труд над докторской диссертацией на тему «Представление о священнике у Каппадокийских отцов».
11 мая 2002 года на епархиальном собрании Митрополии Германии, Центральной и Северной Европы по предложению митрополита Серафима (Жоантэ) был избран кандидатом во викарного епископа. 3 июля того же года избрание было утверждено Священным Синодом Румынской Православной Церкви с титулом «Брашовского». При этом ему было дано новое имя — Софиан.
11 мая 2003 года в митрополичьем соборе города Нюрнберга в Германия состоялась его епископская хиротония, которую совершили: патриарх Румынский Феоктист, митрополит Молдавский и Буковинсктй Даниил, митрополит Олтенский Феофан, Архиепископ Алба-Юльский Андрей, архиепископ Нафанаил (Попп) (Православная церковь в Америке), митрополит Иосиф (Поп), епископ Рымникский Герасим (Кристя), митрополит Германский, Центрально и Северо-Европейский Серафим (Жоантэ), митрополит Германский Августин (Лабардакис) (Константинопольский Патриархат), архиепископ Берлинский и Германский Феофан (Галинский) (Русская православная церковь), епископ Средне-Европейский Константин (Джокич) (Сербская православная церковь), митрополит Западно- и Среднеевропейский Симеон (Костадинов), Архиепископ Пражский и Чешских Земель Христофор (Пулец).
1 декабря 2004 года выбрал в качестве своей резиденции Мюнхен, где «начался проект строительства епархиального центра и где он координирует пастырско-миссионерские проблемы Румынской православной митрополии Германии, Центральной и Северной Европы». С 22 ноября 2008 года также является председателем Ассоциации румынской православной молодёжи Германии.
15 декабря 2010 года защитил диссертацию «Духовное отцовство при Василие Великом» (греч. Πνευματική πατρότητα κατά τoν Μέγα Βασίλειο) с оценкой Magna cum laude и получил степень доктора богословия.